# Giulio D'Andreis
Giulio D'Andreis (1787 – 1852) è stato un generale italiano, ufficiale veterano delle guerre napoleoniche al servizio dell'Impero austriaco, distintosi nella campagna del 1805 e, soprattutto, in quella del 1809 dove fu decorato con la Croce di Cavaliere dell'Ordine militare di Maria Teresa. Dopo la restaurazione, nel 1816 entrò in servizio nell'Armata Sarda, come direttore del genio militare di Genova, distinguendosi nella direzione delle opere di fortificazione della città.

## Biografia
Nacque a Nizza nel 1787, figlio di Gioacchino. Arruolatosi nell'Esercito imperiale austriaco, nell'aprile 1797 iniziò a frequentare come cadetto l'Accademia del genio di Vienna. Cadetto nel settembre 1804, divenne ufficiale del corpo degli ingegneri e fu promosso primo tenente il 27 agosto 1805, e capitano in seconda il 25 gennaio 1809. Si distinte sia durante la campagna del 1805 e particolarmente in quella del 1809, tanto che fu decorato con la Croce di Cavaliere dell'Ordine militare di Maria Teresa il 17 aprile 1811. Transitato in servizio nel British Army il 25 aprile 1812 fu assegnato al corpo reale degli ingegneri, venendo promosso maggiore il 21 settembre 1813. Arrivato a Genova con le truppe di Lord Bentinck l'8 maggio 1814, transitò in servizio nell'Armata Sarda come maggiore assegnato all'Corpo Reale del Genio il 15 settembre 1816. Il 2 luglio 1817 assunse l'incarico di direttore del genio militare di Genova in sostituzione del luogotenente Giacomo Maria Barabino. Decorato con la Croce di Cavaliere dell'Ordine dei Santi Maurizio e Lazzaro fu promosso tenente colonnello d'artiglieria il 12 giugno 1819.
Nel giugno del 1821 chiede di essere dimesso dal servizio per motivi di salute, con pensione di 1.200 lire annua sul Tesoro dell'Ordine dei Santi Maurizio e Lazzaro dal 7 gennaio 1822, fu riammesso in servizio attivo il 23 aprile 1823, venendo aggregato al genio militare il 25 agosto dello stesso anno.  Il rientro è in realtà sofferto, pur essendo promosso per anzianità al grado di colonnello, già alla fine dell’anno chiede di essere nuovamente messo in congedo per motivi di salute. Nel 1824 e assente nella parte iniziale dell’anno, mantenendo sia la carica che gli emolumenti, ma nel 1825 e di nuovo in congedo, dapprima a Pavia (per curarsi) e poi a Milano (dove risiede la madre) per circa due mesi. La sua attività è ormai di semplice coordinamento dei collaboratori svolgendola negli anni 1826-1827.  Colonnello in seconda del genio il 28 gennaio 1828, transitò nel corpo di Stato maggiore il 7 gennaio 1830. Promosso maggior generale il 25 luglio 1831, divenne tenente generale l'8 aprile 1834. Governatore del collegio per i figli dei militari in Racconigi dal 23 dicembre 1834, insignito del titolo nobiliare di conte da re Carlo Alberto di Savoia il 29 agosto 1837, venne dispensato dal servizio il 13 marzo 1841. Trasferitosi in Inghilterra lì si spense nel 1852.

### Fonti
1. 1 2 3 4 5  Ilari, Shamà 2008, p. 25.
2. 1 2  Cornaglia 2018, p. 452.
3. ↑  Cornaglia 2018, p. 453.
4. 1 2 3 4 5 6 7 8  Cornaglia 2018, p. 467.